# Christian Wolff
Christian Wolff [ˌkʀ̥ɪsti̯ɑn ˈvɔlf] (1679, Breslau - 1754, Halle) va ser un filòsof alemany que va tenir una destacada influència en els postulats racionalistes de Kant. No obstant això, el seu racionalisme està més prop de Descartes que de Leibniz.
El treball fonamental de Wolff va ser la divulgació i interpretació de la filosofia de Leibniz, encara que s'aparti de la idea de la mònada i substitueixi l'harmonia preestablerta per la teoria de Spinoza de la correspondència entre ordre del pensament i de la realitat. Les controvèrsies entre catòlics i protestants, d'una banda, i per una altra, sobretot, Leibniz i Descartes, li van inspirar el seu mètode filosòfic; és a dir, volia que fos el mateix que el de les matemàtiques.
La seva moral és igualment racionalista. Estableix la correlació entre dret i deure. Considera que l'ésser humà té deures cap a si mateix, cap a la societat i cap a Déu. Un dels seus principals deures és perfeccionar-se i aconseguir la felicitat, així com promoure la perfecció i la felicitat dels seus semblants. Però, en tot això, el seu racionalisme no li permet comprendre bé les relacions i diferències entre enteniment i voluntat, entre llibertat i responsabilitat, entre essència i acte de ser. La seva idea de l'estat paternalista va influir en el despotisme il·lustrat.